# Jacubal
Jacubal är en ort i Mexiko.   Den ligger i kommunen Tantoyuca och delstaten Veracruz, i den sydöstra delen av landet, 240 km norr om huvudstaden Mexico City. Jacubal ligger 156 meter över havet och antalet invånare är 283.
Terrängen runt Jacubal är platt. Runt Jacubal är det ganska tätbefolkat, med 72 invånare per kvadratkilometer. Närmaste större samhälle är Tantoyuca, 4,1 km sydväst om Jacubal. Trakten runt Jacubal består till största delen av jordbruksmark.